# Tagalié

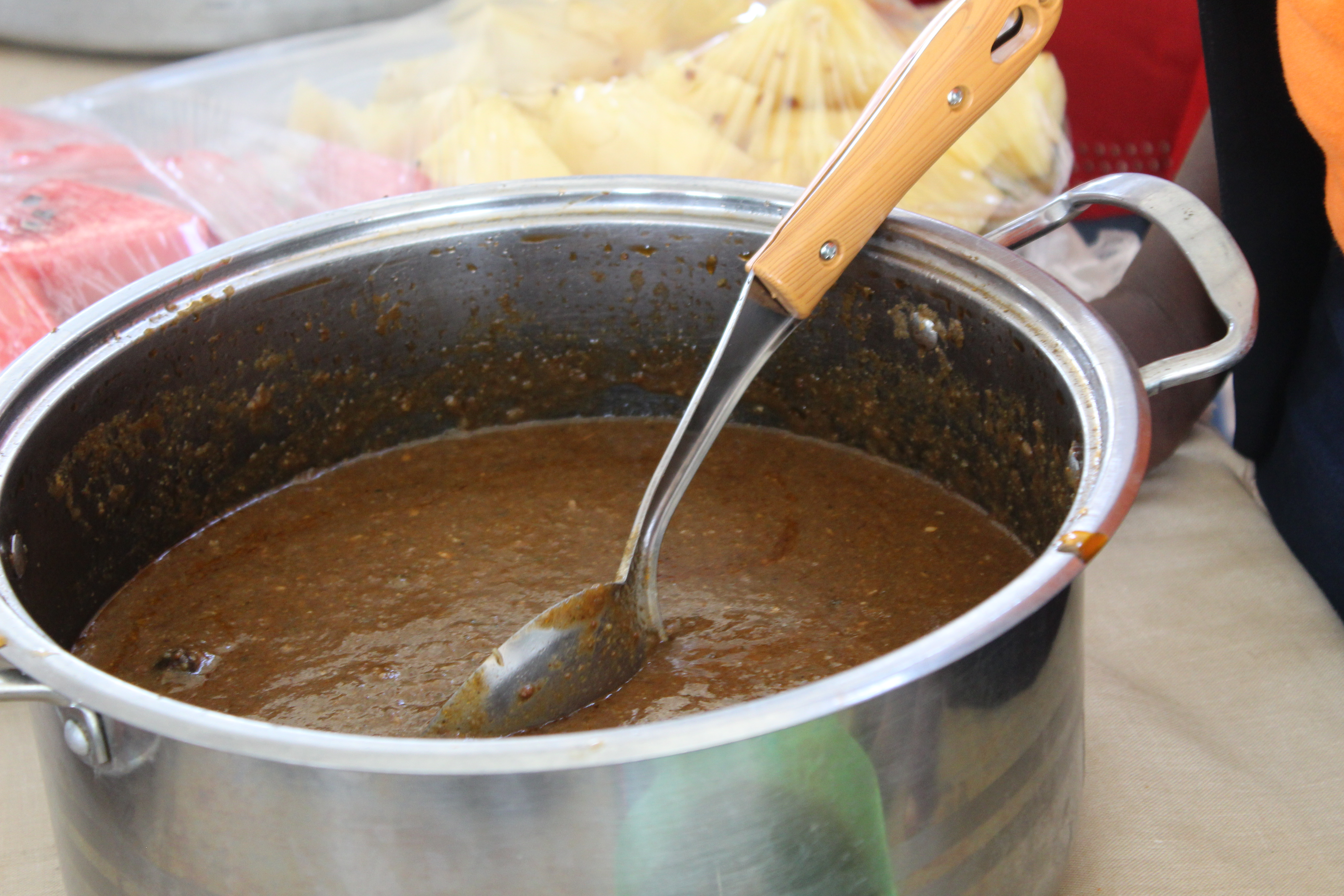
Sauce tagalié dans une marmite.

Tagalié ou tagalia est une sauce traditionnelle du Tchad et du Soudan faite à base de viande séchée appelée charmout et du gombo sec. Elle peut se manger avec de la galette (kissar) , du pain ou encore la boule esh.